# Алиев, Эльвин Физули оглы
Эльвин Физули оглы Алиев (азерб. Elvin Füzuli oğlu Əliyev; 21 августа 1984, Баку, Азербайджанская ССР) — азербайджанский футболист.
Окончил Академию физической культуры.

## Биография
Среднее образование получил в школе № 7, Сабаильского района города Баку. В 1997 году был принят в детскую футбольную команду «Нефтегаз» Баку.
Профессиональную карьеру начал в 15 лет с выступления в команде 1-й лиги — «Нефтегаз». Далее выступал в бакинских клубах «Нефтчи», «Карат», ЦСКА, «Олимпик».
В настоящее время игрок клуба «Баку».

## Сборная Азербайджана
В июне 2007 года был приглашён в национальную сборную Азербайджана. Дебютировал в составе сборной против команды Польши 2 июня 2007 года в рамках отборочных матчей чемпионата Европы по футболу. Всего провёл в её составе 4 матча.
Выступал также за олимпийскую (до 21 года) и за юношескую (до 19 лет) сборные Азербайджана.

## Семья
- Семья состоит из 8 человек: отец, мать, 3 брата и 3 сестры. Эльвин — старший из детей.
- Отец — Физули Алиев, директор одного из футбольных стадионов города Баку.
- Средний брат — Эльгюн Алиев, выступает за детскую футбольную команду «Нефтчи» Баку.

## Фотогалерея

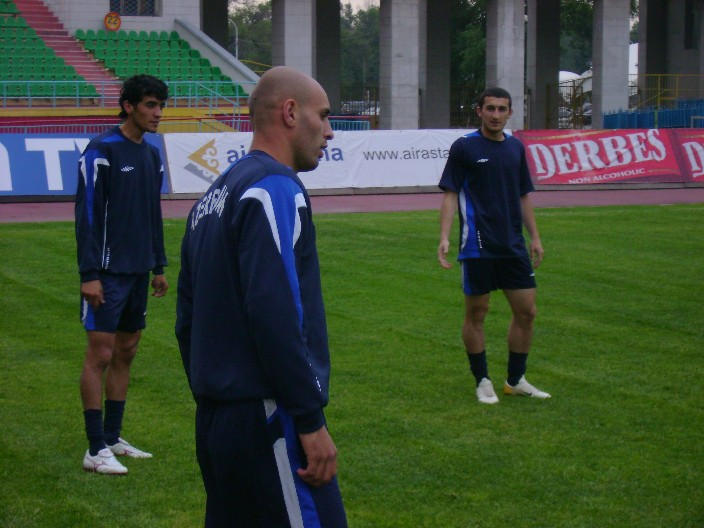
Тренировка перед матчем с Казахстаном
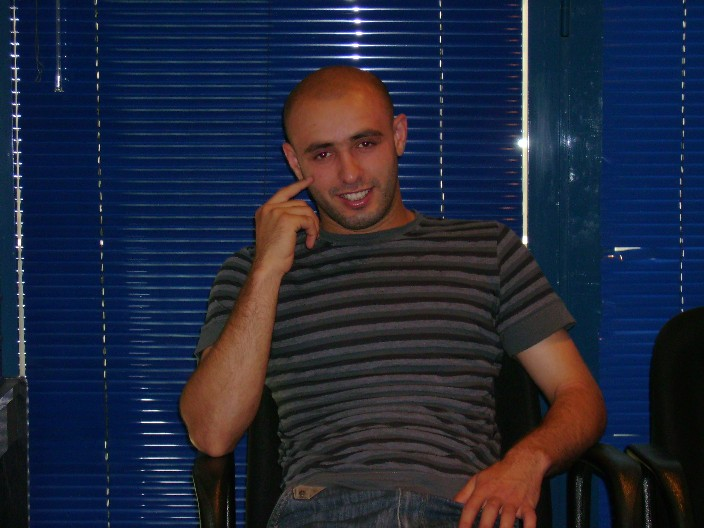
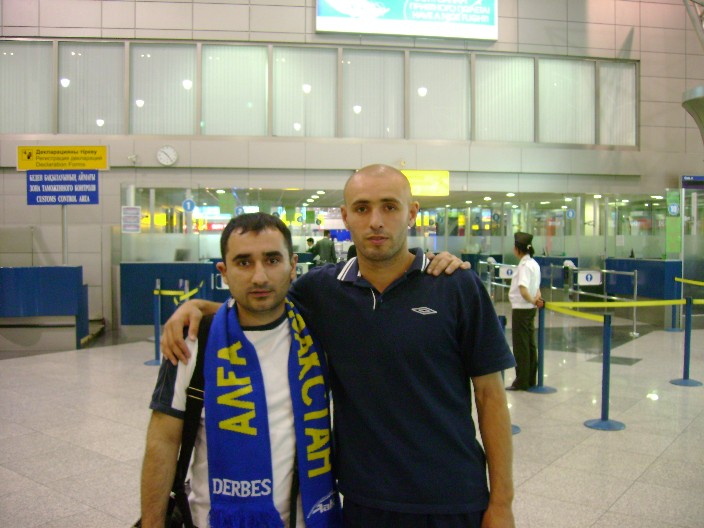
В аэропорту Алматы
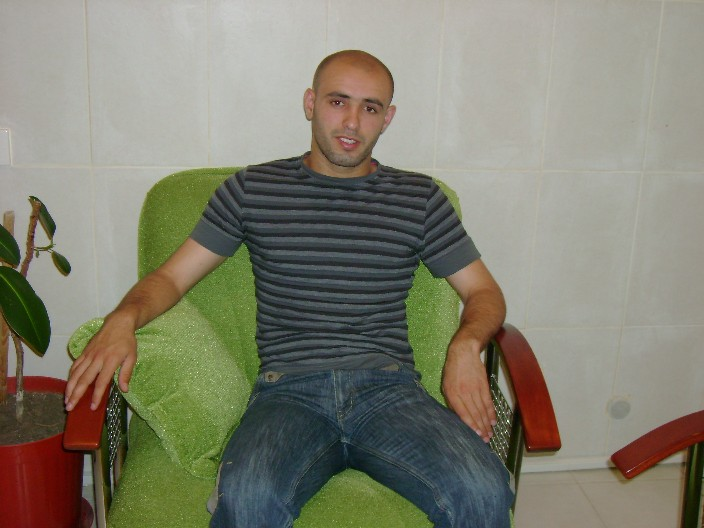
Минуты отдыха